# Війна

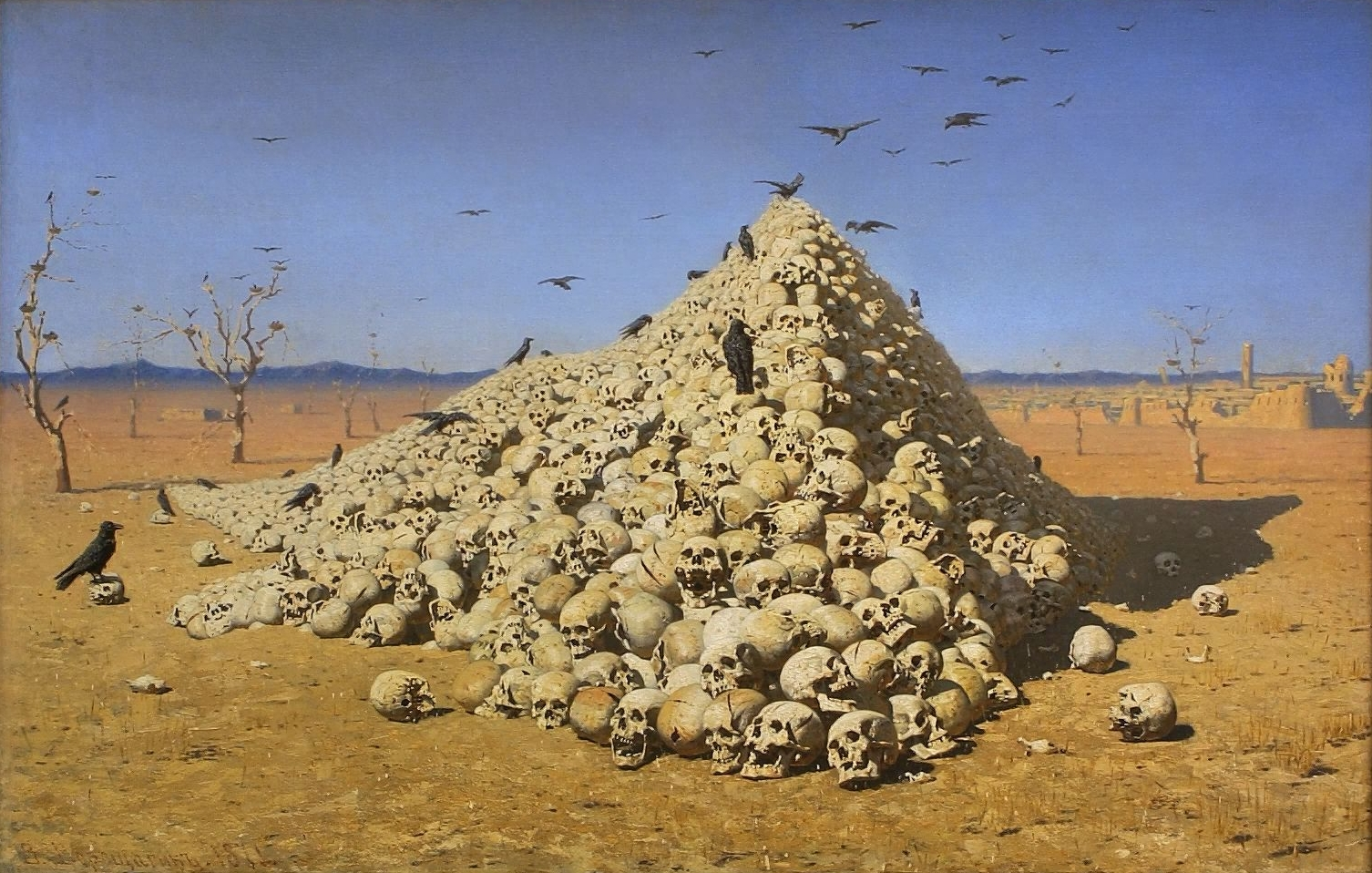
В. В. Верещагін. «Апофеоз війни» (1878)

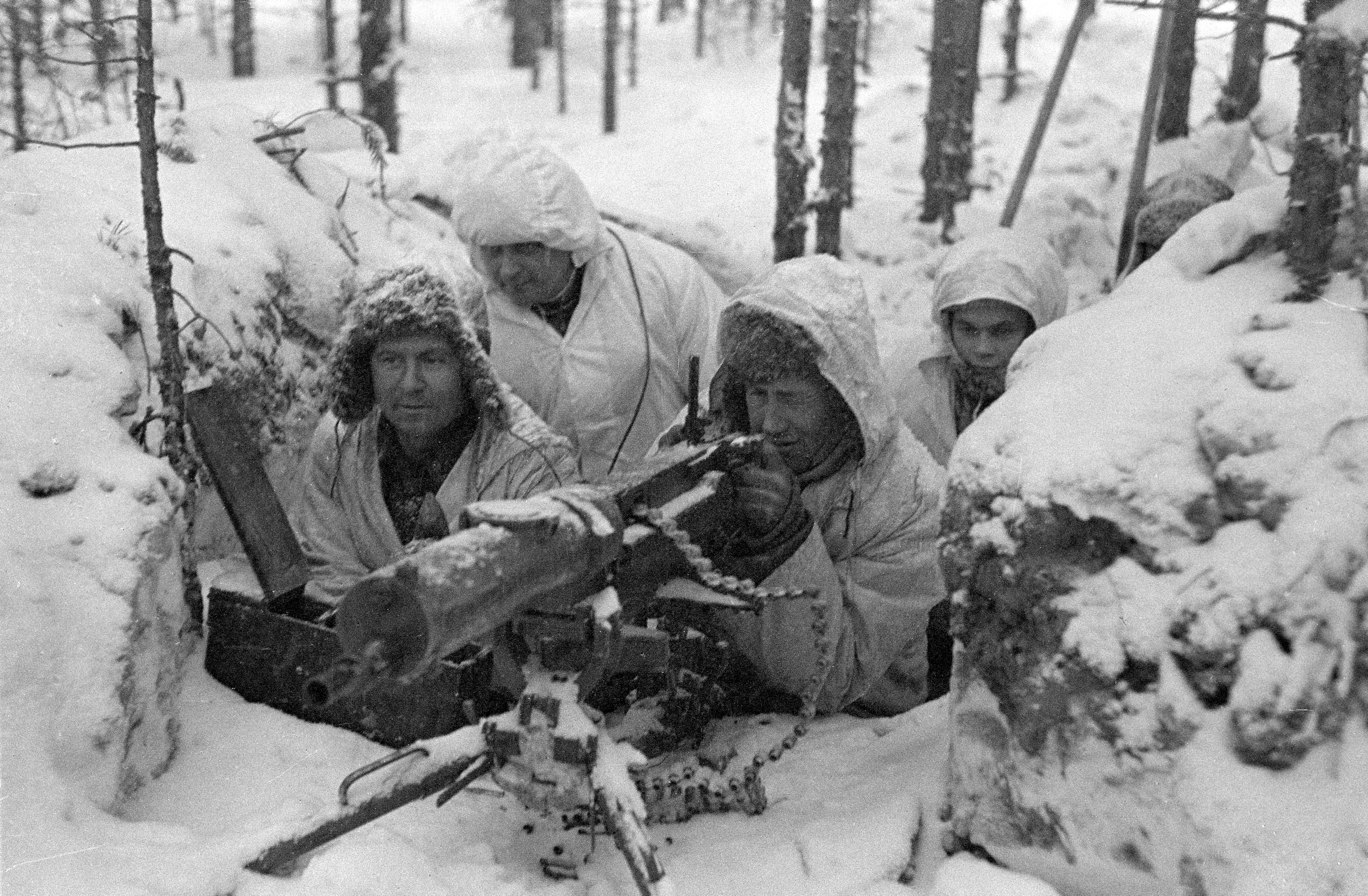
Фінські кулеметники під час радянсько-фінської війни (1939–40)

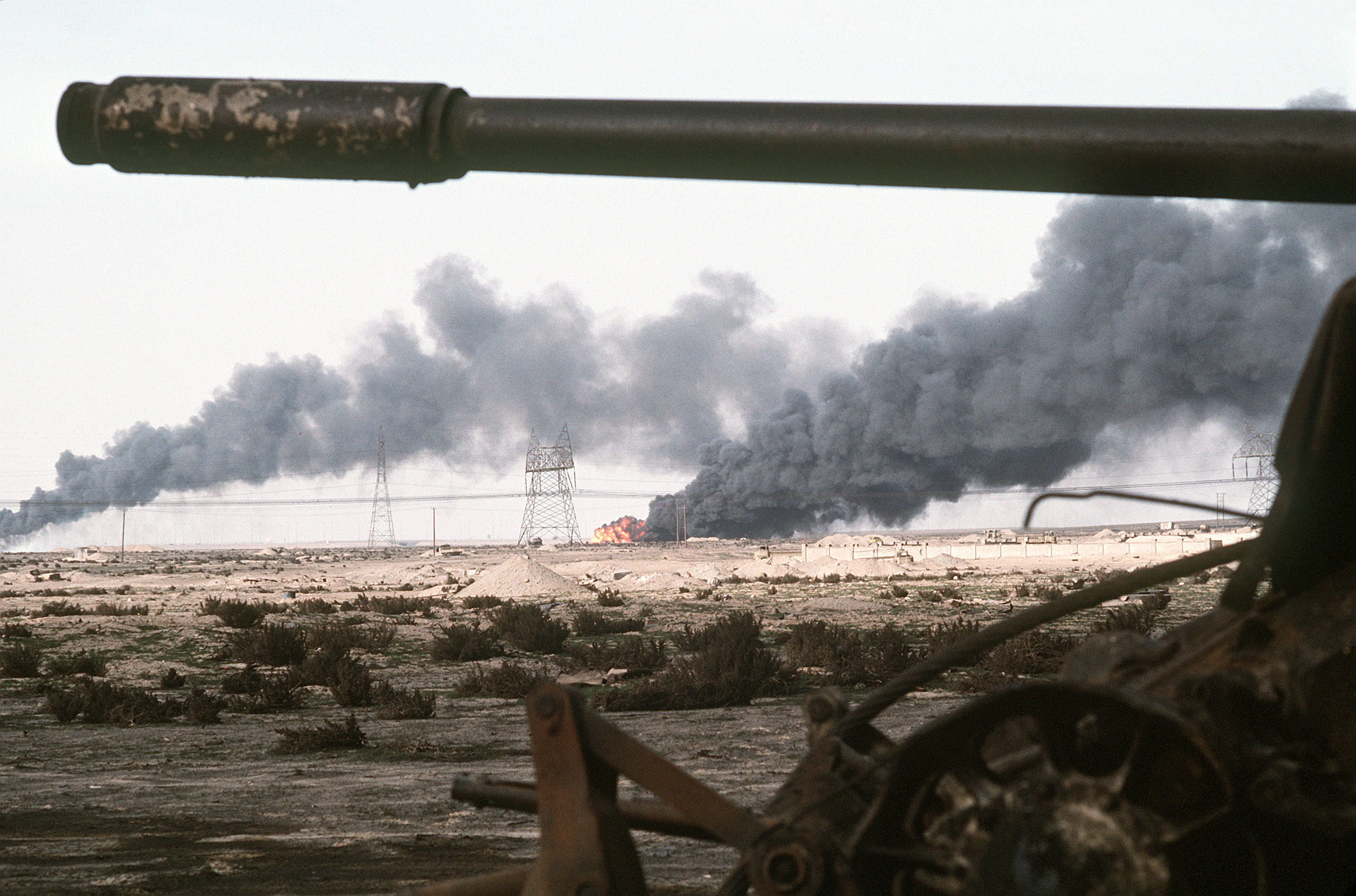
Війна в Перській затоці (1991)

Війна́ — сукупність дій між державами, народами або класами всередині держави, спрямованих на захоплення чужих природних, енергетичних та людських ресурсів, іноді з метою знищення певних прошарків населення, або народів в цілому.
Війна є найвищим ступенем загострення взаємин у країні або між країнами, з'ясуванням суперечок за допомогою армії та зброї.
Інакше, війна — це організований конфлікт, який ведеться із застосуванням зброї та насильства, з використанням значних засобів, у якому беруть участь групи людей, що діють за планом. Метою залучених до зіткнення угруповань є відстоювання власних інтересів. Конфлікт має вирішуватися шляхом боротьби та досягнення переваги. Насильницькі дії, які відбуваються під час збройної боротьби, безпосередньо порушують фізичну недоторканність протиборчих осіб, що призводить до смертей та нівечень. Окрім шкоди тим, хто бере діяльну участь у війні, завжди є збитки, які або не мають прямого наміру, або можуть бути тактикою війни («випалена земля»). Не існує єдино схваленого визначення війни та її відмінностей від інших форм збройного конфлікту.

## Розвиток збройної боротьби
Найдавнішим свідченням доісторичної війни є мезолітичний цвинтар у Джебель-Сахабі, вік якого становить приблизно 13 400 років. Близько сорока п'яти відсотків скелетів там мали ознаки насильницької смерті, зокрема травматичні пошкодження кісток.
З часу появи держави, близько 5000 років тому, військова діяльність відбувалася на більшій частині земної кулі. Оцінки загальної кількості смертей унаслідок війн дуже різняться. За проміжок з 3000 р. до н. е. до 1991 року розбіг оцінок становить від 145 мільйонів до 2 мільярдів. За однією оцінкою припускалося, що примітивні війни до 3000 року до н. е. ймовірно, забрали 400 мільйонів жертв, виходячи з припущення, що це становило 15,1 % усіх смертей. Для порівняння — приблизно 1 680 000 000 (1 млрд 680 млн.) людей померли від інфекційних захворювань лише у 20 столітті.
У книжці «Війна до цивілізації» Лоуренс Х. Кілі, професор Університету Іллінойсу, каже, що приблизно 90–95 % відомих суспільств протягом історії брали участь у військових діях, принаймні час від часу, а багато з них воювали постійно.

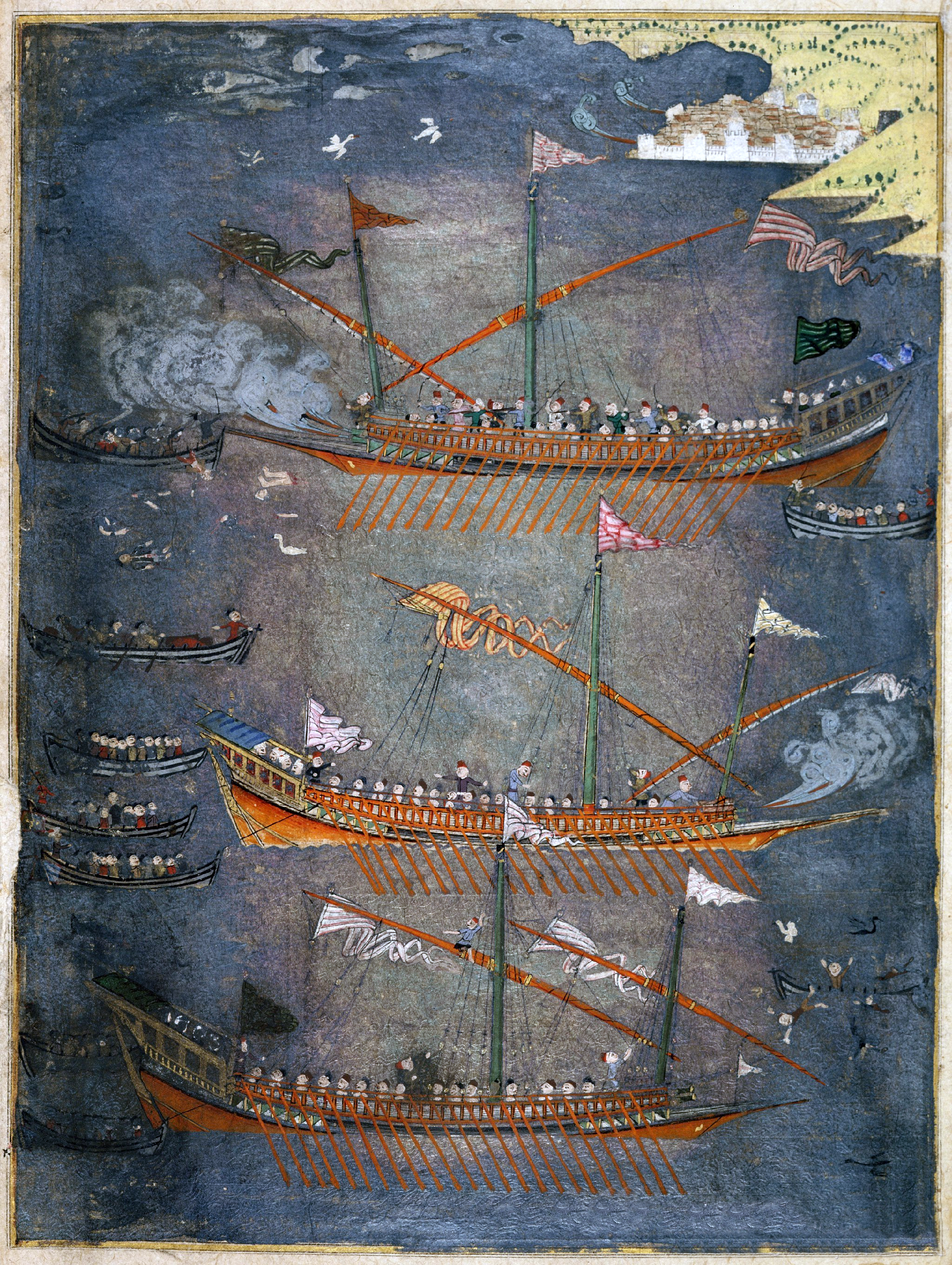
Зіткнення козацьких чайок з османськими галерами в Чорному морі, близько 1636 року. Робота османського невідомого автора (Британська бібліотека).

Кілі описує кілька можливих видів простого бою, таких як малі набіги, великі походи та масові вбивства. Усі ці форми війни використовувалися первісними суспільствами, й цей висновок підтвердили й інші дослідники. Кілі пояснює, що ранні військові походи не були добре організовані, оскільки учасники не мали належної підготовки. Нестача ресурсів означала, що оборонні споруди не були ефективним способом захисту суспільства від ворожих набігів.
Вільям Рубінштейн писав: «Дописемні суспільства, навіть ті, що були організовані порівняно розвиненим способом, були відомі своєю продуманою жорстокістю». Винахід пороху та його подальше використання у війнах разом із пришвидшенням технічного прогресу призвели до серйозних змін у самій війні.
У Західній Європі з кінця XVIII століття відбулося понад 150 зіткнень і близько 600 битв. Протягом 20-го століття війна призвела до різкого збільшення темпів соціальних змін і стала вирішальним фактором для зростання лівої політики.
1947 року, з огляду на стрімке збільшення руйнівних наслідків сучасної війни та з особливим хвилюванням щодо наслідків і вартісті нещодавно розробленої атомної бомби, Альберт Ейнштейн сказав знамениту фразу: «Я не знаю, якою зброєю буде вестися Третя світова війна, але Четверта світова війна буде вестися палицями та камінням».
Китайський очільник Мао Цзедун закликав соціалістичний табір не боятися ядерної війни зі Сполученими Штатами, оскільки навіть якщо «половина людства загине, інша половина залишиться, тоді як імперіалізм буде зрівняний із землею, і весь світ стане соціалістичним».
Відмінною рисою війн з 1945 року є те, що бойові дії здебільшого були предметом громадянських воєн і дій повстанців. Основними винятками стали Корейська війна, Індо-пакистанська війна 1971 року, Ірано-іракська війна, Війна в Перській затоці, Еритрейсько-ефіопська війна та Російсько-українська війна.

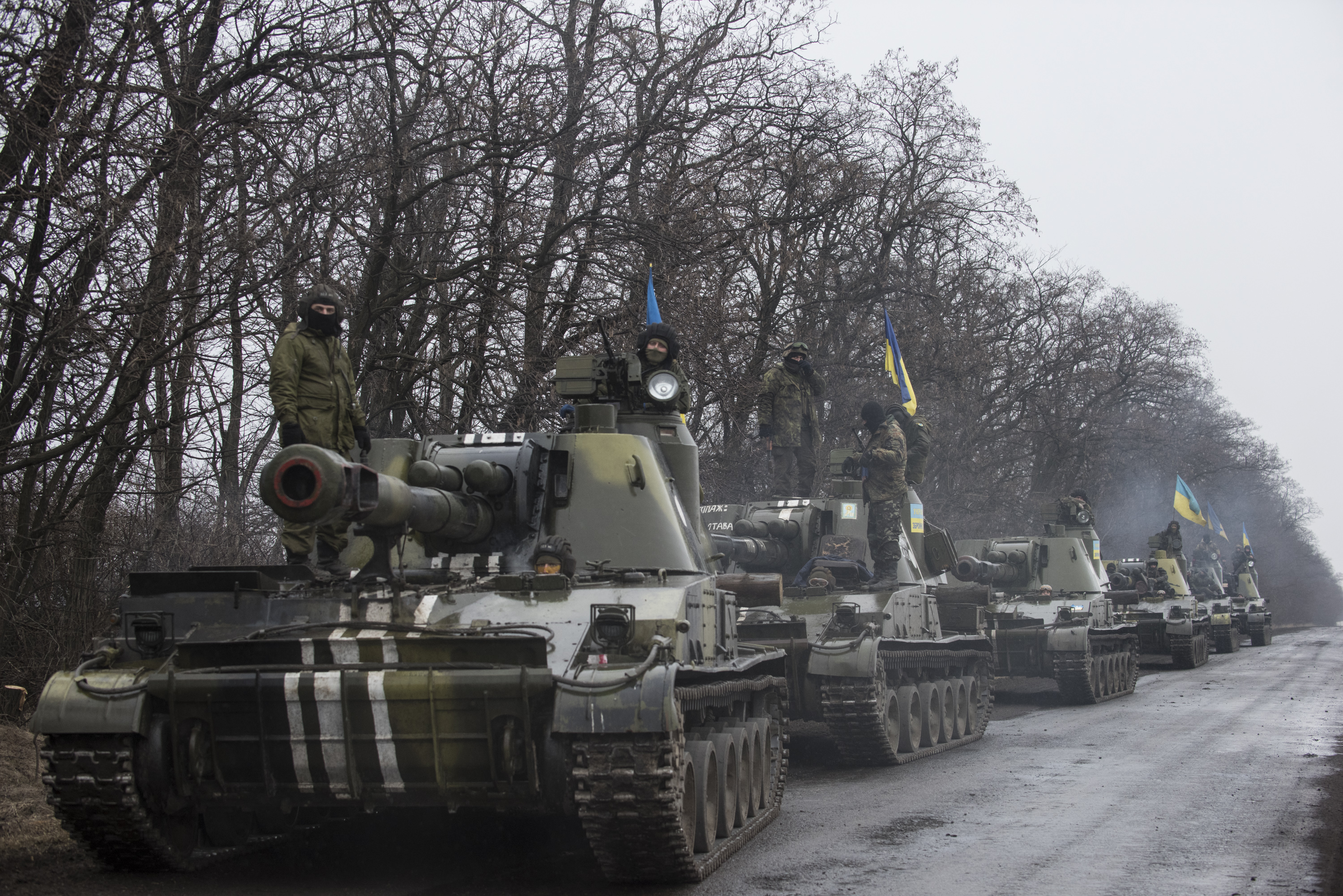
Пересування військової техніки України, березень 2015 (знімок ОБСЄ)

У Доповіді про людську безпеку за 2005 рік засвідчено значне зниження кількості та гостроти збройних конфліктів після закінчення холодної війни на початку 1990-х років. Однак докази, розглянуті в дослідженні Центру міжнародного розвитку та керування конфліктами «Мир і конфлікт» за 2008 рік, показали, що загальне зниження числа конфліктів зупинилося.

## Загальне тлумачення
Війна — складне суспільно-політичне явище, пов'язане з розв'язанням суперечностей між державами, народами, національними й соціальними групами, що переходять до використання засобів збройної боротьби у вигляді бойових дій між їхніми збройними силами. Це особлива форма вияву соціальних відносин, у якій панує збройна боротьба як продовження політики, що підпорядковує своїм цілям усі сфери суспільного життя. Війна зазвичай відзначається крайньою колективною агресією, руйнуваннями та високою смертністю. Головне знаряддя у війні — армія.
На думку Клаузевіца, «війна — це просто продовження політики іншими засобами».
Військові теоретики зазвичай визначають війну як збройне зіткнення, в якому змагальні групи мають досить рівні сили, щоб результат бою залишався невизначеним. Збройні сутички потужних країн з племенами, які перебувають на примітивному рівні розвитку, називаються воєнними кампаніями або експансіями; з невеликими державами — інтервенціями чи репресаліями; з внутрішніми групами — повстаннями і заколотами. Подібні бойові дії, якщо опір виявився досить значним або тривалим у часі, можуть досягти достатнього розмаху, щоб бути визначеними як «війна».
Тоді як деякі вчені бачать війну як узагальнену властивість людської природи, що походить від предків, інші стверджують, що це всього лише наслідок певних соціально-культурних або екологічних умов.
Відсутність війни називають миром. Проміжними ланками між миром і війною, коли лише загрожують силою або застосовують її обмежено, є мілітаризовані міждержавні конфлікти.
У переносному значенні війна — це стан ворожнечі між будь-ким; суперечка, сварка з кимось; боротьба.

## Причини виникнення війн та їх класифікація
Основна причина виникнення війни — прагнення політичних сил використати збройну боротьбу для досягнення різних зовнішньо- та внутрішньополітичних цілей.
З виникненням у XIX столітті великих армій важливим засобом мобілізації населення для війни стала ксенофобія (ненависть і нетерпимість до чогось чужого або незнайомого, сприймання чужого як небезпечного і ворожого). На її основі легко розпалюється національна, релігійна чи соціальна ворожнеча, тому з другої половини XIX століття ксенофобія стала основним інструментом розпалювання воєн, агресії та маніпуляцій масами всередині держави.
Європейські суспільства, які пережили руйнівні війни XX століття, прагнули жити в мирі. Дуже часто члени таких суспільств живуть у страху перед будь-якими потрясіннями. Прикладом цього є ідеологема «Аби не було війни», що панувала в радянському суспільстві після закінчення найбільш руйнівної війни XX століття — Другої світової.
За своїм масштабом війни поділяються на світові та локальні (конфлікти).

## Наслідки

### Воєнні втрати та загибель мирного населення
Протягом історії людства середня кількість людей, які загинули від війни, коливалася відносно незначно, становлячи приблизно від 1 до 10 осіб на 100 000 населення. Однак великі війни протягом коротших періодів призводили до значно вищих показників загиблих — від 100 до 200 осіб на 100 000 людей протягом кількох років. Хоча загальноприйнята думка стверджує, що втрати останнім часом зросли через технологічні удосконалення у війні, це не зовсім так. Наприклад, у Тридцятилітній війні (1618—1648) кількість жертв на душу населення була приблизно такою ж, як і в Першій світовій війні, хоча під час Другої світової війни вона була значніша. Тим не менш, загалом кількість жертв війн за останній час істотно не зросла. Навпаки, в цілому, час після Другої світової війни був надзвичайно мирним.

### Найбільші війни за кількістю загиблих
Найсмертоноснішою війною в історії, з точки зору сукупної кількості смертей з миті її початку, є Друга світова війна (1939-1945 роки) з 70-85 мільйонами смертей. За нею слідують монгольські завоювання — до 60 мільйонів людей. У 2003 році Річард Смолі визначив війну як шосту найбільшу проблему (з десяти), з якою, на його думку, зіткнеться людство протягом наступних п'ятдесяти років. 
Війна зазвичай призводить до значного погіршення інфраструктури та екосистеми, зменшення соціальних витрат, голоду, величезної еміграції із зони бойових дій і часто поганого поводження з військовополоненими чи цивільними особами. Наприклад, з дев'яти мільйонів людей, які мешкали на території Білоруської РСР у 1941 році, близько 1,6 мільйона були вбиті німцями далеко від полів битв, зокрема близько 700 тисяч військовополонених, 500 тисяч євреїв і 320 тисяч осіб, які вважалися партизанами (переважна більшість з яких були неозброєними цивільними особами). Іншим побічним наслідком деяких війн, є поширення пропаганди деякими чи всіма сторонами конфлікту та збільшення доходів виробників зброї.
Три з десяти найдорожчих воєн за людськими жертвами відбулися в минулому ХХ столітті. Це дві світові війни, а також Друга японо-китайська війна (яку інколи вважають частиною Другої світової війни або накладання). Більшість інших воєн стосувалися Китаю або сусідніх народів. Число загиблих у Другій світовій війні, перевищивши 70 мільйонів, перевершує кількість загиблих у всіх інших війнах.

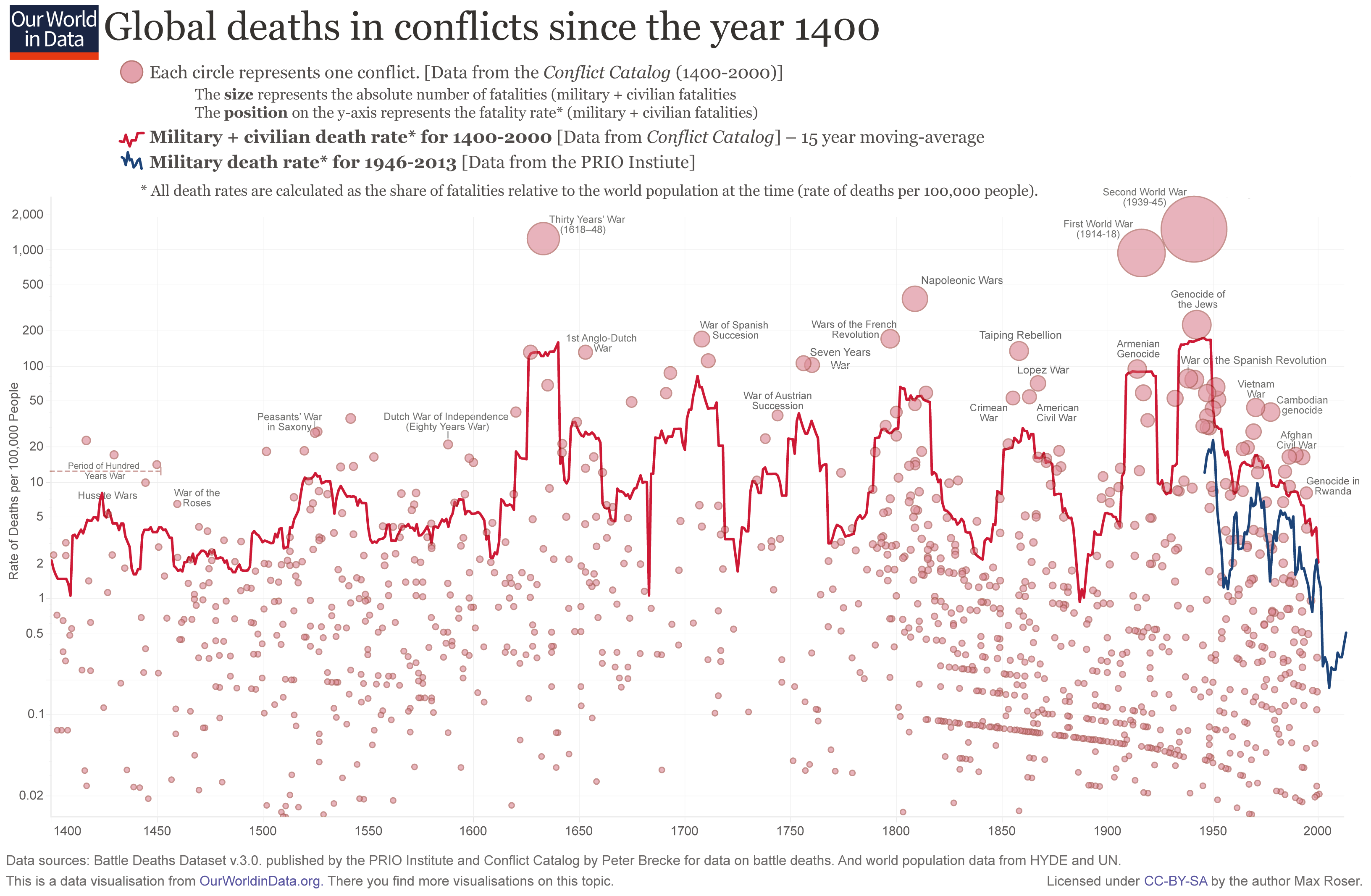
Загальна кількість смертей у воєнних зіткненнях з 1400 року. По вертикалі — показник загиблих на 100 000 населення. Червоний графік показує воєнні та цивільні втрати за період 1400—2000 років, чорний графік — воєнні втрати з період 1946—2013 років.

### Про військовослужбовців
Військовослужбовці, які беруть участь у бойових діях, часто зазнають психічних і фізичних травм, таких як депресію, посттравматичний стресовий розлад, різноманітні хвороби, поранення, каліцтва та навіть смерть.
У кожній війні, в якій брали участь американські солдати, шанси стати жертвою психічного виснаження через стреси військового життя були більшими, ніж шанси загинути під ворожим вогнем. — Річард Габріель, Більше немає героїв
Дослідження Суонка та Маршана під час Другої світової війни показало, що після шістдесяти днів безперервних боїв 98% усіх військових, які вижили, зазнають психіатричних розладів. Психіатричні травми проявляються у вигляді втоми, сплутаності свідомості, конверсійної істерії, тривоги, нав'язливих і компульсивних станів, а також розладів характеру. Наприклад:
Між 1942 і 1945 роками одна десята частина мобілізованих американських чоловіків була госпіталізована через психічні розлади, і після тридцяти п'яти днів безперервних боїв у 98 % з них виявилися психічні розлади різного ступеня. — Стефан Одуен-Рузо, Аннет Беккер, 14…18: Розуміння Великої війни
Видатний український письменник, доктор філософії (Віденський університет) Осип Турянський, як учасник Першої світової війни, у своєму творі «Дума пралісу» (1921) так висловлює своє ставлення до війни: 
Коли восени 1914 року ми брали приступом сербську гору Яґодіну, на її узбіччі переді мною розгорнулася така картина: австрійці й серби, пробиті багнетами крізь груди й животи, падали на землю, повзли у власній крові, а залишками своїх сил вп'ялювалися завмираючими пальцями одне одному в горла й очі. У смертельних судомах, у таких жахливих обіймах, вони конали. Але найстрашнішими були їхні очі, що затягувалися більмом несамовитої жорстокості й божевілля. Тоді мене осяяла думка, що люди — гірші за звірів. Ця картина і супровідна їй думка не давали мені спокою довгі роки.
За оцінками, від 18% до 54% американських ветеранів війни у В'єтнамі страждали від посттравматичного стресового розладу.
Згідно з даними перепису 1860 року, 8% усіх білих американців чоловічої статі у віці від 13 до 43 років загинули під час громадянської війни в США, зокрема близько 6% на Півночі та приблизно 18% на Півдні. Війна залишається найбільш смертоносною подією в американській історії, внаслідок якої загинуло 620 000 військовослужбовців. Загальні втрати військових Сполучених Штатів у війнах з 1775 року перевищили два мільйони.
З 60 мільйонів європейських військовослужбовців, мобілізованих під час Першої світової війни, 8 мільйонів загинули, 7 мільйонів залишилися інвалідами назавжди, а 15 мільйонів були важко поранені.
Під час відступу Наполеона з Москви від тифу померло більше французьких військових, ніж солдатів царської армії. З 450 тис. французьких солдатів, які форсували Німан 25 червня 1812 року, назад повернулося менше 40 тис.
Більше військовослужбовців загинуло від тифу з 1500 по 1914 роки, ніж від військових дій. Крім того, якби не сучасні досягнення медицини, тисячі людей померли б від хвороб та інфекцій. Наприклад, під час Семирічної війни Королівський флот повідомив, що призвав на службу 184 899 моряків, з яких 133 708 (72%) померли від хвороб або пропали безвісти.
За оцінками, між 1985 і 1994 роками через війни гинуло 378 000 людей на рік.

### На цивільних

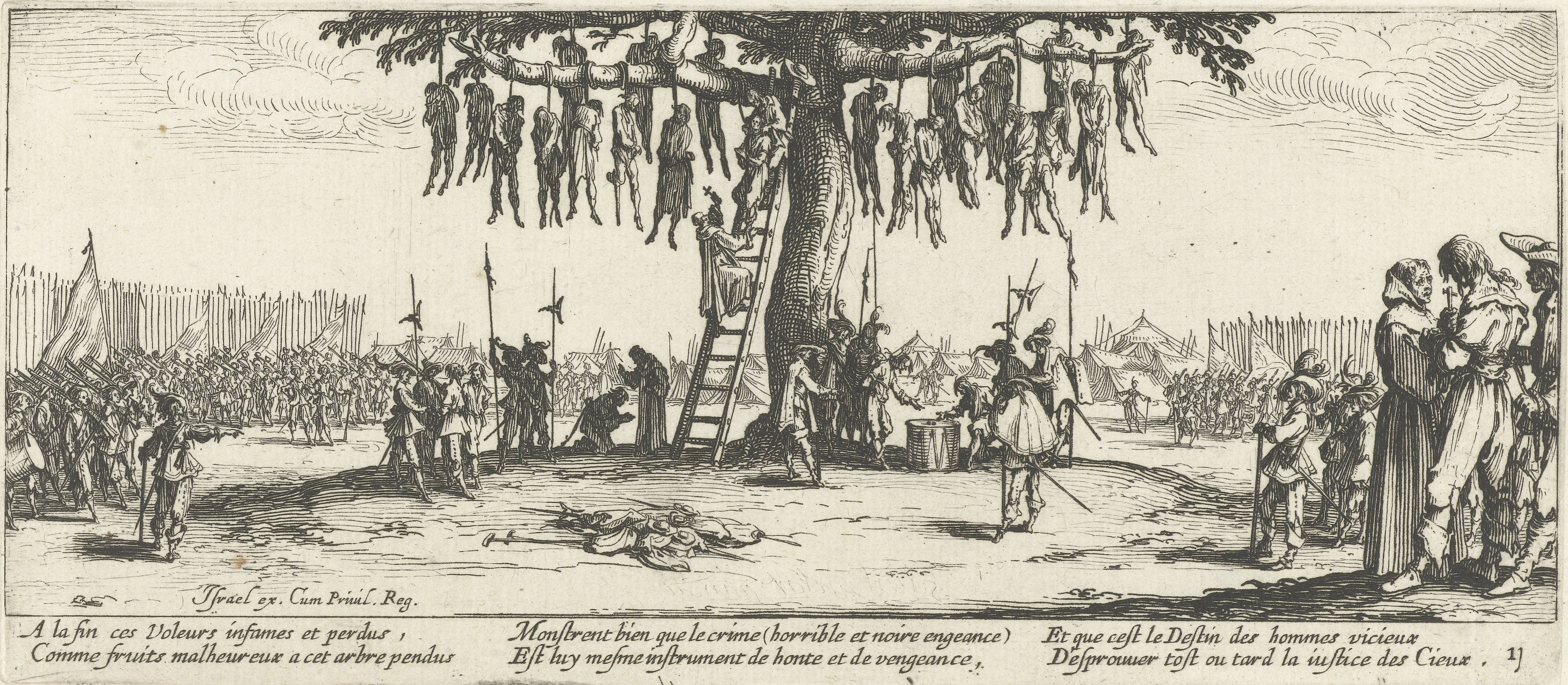
Гравюра «Великі біди війни» зображує знищення цивільного населення під час Тридцятилітньої війни, 1618—1648 роки.

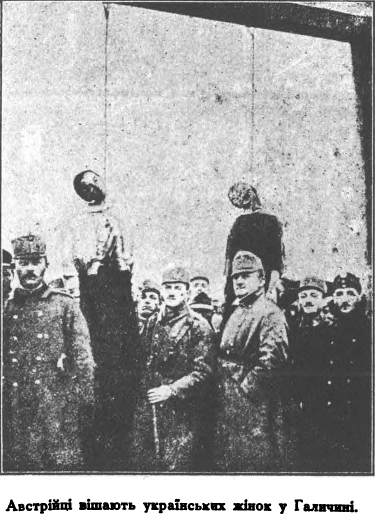
Австрійці вчиняють насильство над українами в Галичині, Перша світова війна, 1914—1916 рр.

Більшість війн призвели до значних людських втрат, а також до руйнування інфраструктури та ресурсів, що може спричинити голод, хвороби і смерті цивільного населення. Впродовж Тридцятилітньої війни в Європі населення Священної Римської імперії скоротилося на 15-40 відсотків. Цивільні особи в зонах бойових дій також можуть бути жертвами воєнних злочинів таких як геноцид, тоді як ті, хто вижив, можуть страждати від психологічних
наслідків, ставати свідками руйнувань і зазнавати тілесних ушкоджень. Війна також призводить до зниження якості життя та гіршого стану здоров'я. Збройна сутичка середнього масштабу з приблизно 2500 загиблими в боях скорочує очікувану тривалість життя цивільного населення на один рік та збільшує дитячу смертність на 10% і недоїдання на 3,3%. Водночас близько 1,8% населення втрачає доступ до питної води.
Більшість оцінок жертв Другої світової війни вказують на близько 60-70 мільйонів загиблих, 40 мільйонів з яких були цивільними особами. Смертей у Радянському Союзі було близько 27 мільйонів — серед яких від 8 до 10 мілінонів українців, тобто чверть тодішнього населення. Оскільки значну частку вбитих становили молоді чоловіки, які ще не встигли мати дітей, приріст населення в післявоєнному Радянському Союзі був набагато нижчим, ніж був би в іншому разі.

### Економіка

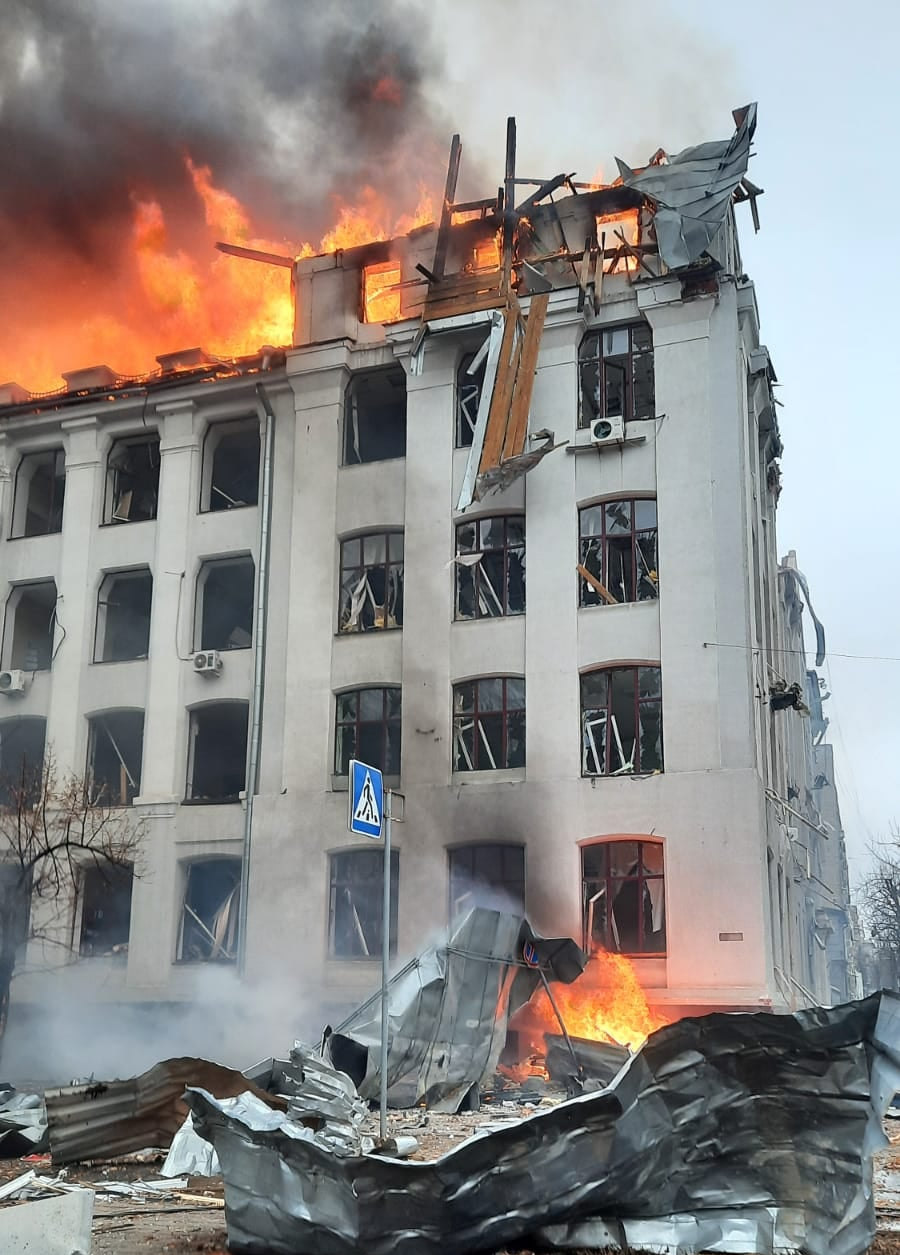
Економічний факультет Харківського університету, зруйнований 2 березня 2022 року під час російської навали.

Після закінчення війни країни, що програли, іноді зобов'язані виплатити воєнні репарації державам-переможцям.
У деяких випадках території передаються націям-переможцям. Наприклад, територія Ельзас-Лотарингія тричі переходила між Францією та Німеччиною.

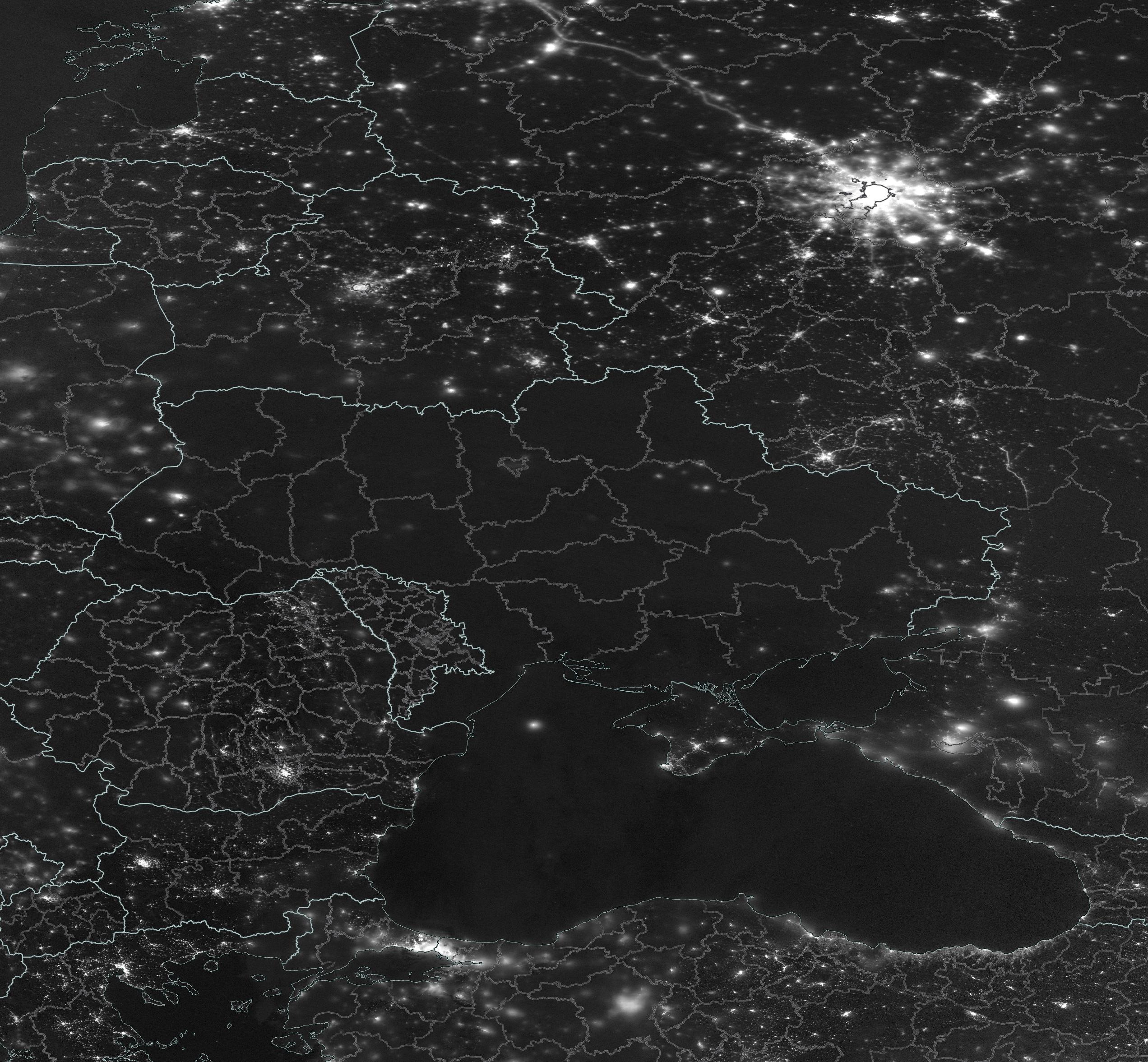
Знімок із супутника NASA від 24 листопада 2022 року. Відсутність світла вночі на території України після потужного ракетного бомбардування росіянами 23 листопада цивільних енергетичних споруд держави. Аварійне тимчасове вимкнення електростанцій.

Здебільшого війна переплітається з економікою, і багато воєн частково або повністю ґрунтуються на економічних причинах. Після Другої світової війни серед економістів та істориків протягом багатьох років була поширена думка, що війна може підштовхувати економіку країни, що підтверджується виходом США з Великої депресії. Проте сучасні економічні дослідження ставлять ці погляди під значний сумнів. У більшості випадків, як-от війни Людовика XIV, французько-прусська війна та Перша світова війна, війна насамперед завдає шкоди економіці залучених країн. Наприклад, участь Царської Росії в Першій світовій війні настільки значно вдарила по російській економіці, що вона майже зазнала краху і значною мірою сприяла початку російської революції 1917 року.

## Види війни

### Громадянська війна
Громадя́нська війна́ — військова боротьба за владу між громадянами одного суспільства чи країни або, рідше, між двома країнами, створеними на уламках раніше єдиної держави. Термін походить від латинського bellum civile, що використовувалося для позначення громадянських воєн у Стародавньому Римі.
Найдавніші відомі в історії громадянські війни відбувалися в стародавньому римському суспільстві. Під час дослідження будь-якої громадянської війни, дослідники вирізняють основну суперечність, через яку велася війна, а також дві основні суспільні групи, боротьба між якими визначала перебіг конфлікту.
Громадянська війна відрізняється повстань, бунтів і заколотів масштабом та інтенсивністю військових дій. Вона зазвичай характеризується тривалістю, великою кількістю жертв і значними витратами ресурсів. У громадянських війнах часто використовуються регулярні збройні сили.

### Вітчизняна війна
Ознаки вітчизняної війни:
- неспровокований напад;
- війна лише на власній території (вигнання ворога зі своєї території означає закінчення вітчизняної війни);
- можливість участі цивільного населення в боротьбі з окупантом (партизанський і підпільний рух);
- мета війни — змусити ворога залишити територію країни.

### Справедлива війна
Справедлива війна — морально допустима війна, яка відповідає певним ознакам. Теорія справедливої війни виникла в межах середньовічної католицької теології до XIII століття, зокрема в працях Августина і Фоми Аквінського, а також у протестантського мислителя Гуго Гроція. Основи цієї теорії були закладені ще в Арістотеля і Цицерона. Справедлива війна допускає ведення війни лише в певних випадках, тому займає проміжну позицію між мілітаризмом і пацифізмом.
Головний етичний парадокс справедливої війни —  це згода на вбивство з метою припинення вбивства.
Справедливу війну за власну свободу та проти рашизму веде Україна проти Російської Федерації з 2014 року.

### Тотальна війна
Тотальна війна — це збройне насильство, доведене до крайніх меж. Тотальна війна не обмежується лише військовими цілями і може призвести до масових цивільних і інших небойових втрат.

### Війна як протистояння
Поряд зі збройною боротьбою, як є головним і вирішальним засобом війни, під час конфлікту ведеться політична, дипломатична, економічна, інформаційна та інші види боротьби, що підпорядковуються меті та інтересам війни. У цьому сенсі війна є організованим озброєним насильством, метою якого є досягнення політичних цілей; при цьому ці цілі можуть бути досягнуті й іншими шляхами, окрім чисто воєнних.
Термін «війна» також може застосовуватися і щодо інших форм протистояння. Як приклад: інформаційна війна, торгова війна, холодна війна тощо. Здебільшого, термін «війна» не визначає напряму участі збройних сил у вирішенні питань інформаційного, торгового або політичного протистояння між державами, але він цілком розкриває методи досягнення цілей цього протистояння, як завдання противній стороні неприйнятної для неї шкоди з метою змусити до поступок, подібних до тих, що досягаються звичайною, «гарячою» війною. Подібні методи істотно відрізняються від методів, які передбачають змагальну боротьбу, боротьбу за ринки збуту тощо, оскільки конкуренція є цілком природним, мирним знаряддям для покращення становища однієї зі сторін конфлікту, але навмисно не спрямована на умисне завдання шкоди іншій стороні.

### Неоголошена війна
Неоголошені війни — це конфлікти між країнами або групами (етнічними, релігійними та іншими), які не оголошуються офіційно. Ось кілька прикладів:
1. Конфлікт на південному сході Туреччини триває  з 1984 року: Курдські повстанці діють в регіоні під назвою Курдистан, де живуть переважно курди. Туреччина не оголошувала війну проти курдів, але здійснювала військові операції та блокаду зони конфлікту.
2. Конфлікт у Кашмірі: Індія та Пакистан претендують на території в регіоні Кашміру з 1947 року. Жодна з країн не оголошувала війну, але на кордоні знаходяться великі військові сили.
3. Російсько-українська війна: з 2014 року Росія фінансово підтримує бойовиків, приховано використовувє регулярні війська в Донецькій та Луганській областях України. Офіційно Російська Федерація не оголошувала війну проти України, але на українських землях вела та заохочувала бойові дії із залученням власних сотень танків та артилерії, а також оперативних ЗРК систем ППО[58].
4. Бойові дії у Сирії: з 2011 року в Сирії триває громадянська війна, в якій беруть участь різні групи та країни. Не всі країни, що вступили в конфлікт, оголошували війну.

Відмінність між неоголошеною війною та військовим конфліктом полягає в тому, що неоголошена війна не має офіційного статусу війни й може бути складнішою для ідентифікації та вирішення. У військовому конфлікті військові формування діють відкрито й за певними правилами, які зазвичай встановлюються міжнародним правом.

## Поведінкові теорії
Психологи, наприклад Дурбан і Боулбі, стверджують, що агресія є природною властивістю людини. Вона може підживлюватися за допомогою сублімації та проєкції, коли людина перетворює своє невдоволення в упередження і ненависть до інших рас, релігій, націй чи ідеологій. За цією теорією, держава не лише створює і зберігає порядок у суспільстві, але формує основу для агресії у вигляді війни. Якщо війна є невіддільною частиною людської натури, як передбачається багатьма психологічними теоріями, то повністю усунути її ніколи не вдасться.
Італійський психоаналітик Франко Форнарі, послідовник Мелані Кляйн, припустив, що війна є параноїдальною чи проєкційною формою туги. Форнарі стверджував, що війна та насильство виникають на ґрунті нашої «потреби в любові»: бажання зберігати і захищати священний об'єкт, до якого ми прив'язані, насамперед матір і зв'язок з нею. Для дорослих таким священним об'єктом стає нація. Форнарі підкреслює жертовність як сутність війни: бажання людей вмирати за свою країну та прагнення віддати себе на благо нації.
Зигмунд Фрейд вважав войовничість одним з основних інстинктів, що визначають психологічні механізми, спрямованість і зміст людського існування. Виходячи з цієї позиції, він відмовився брати участь у русі борців за мир, оскільки вважав війни наслідком періодичних вибухів людської агресивності, які неможливо стримати. У відкритому листі до Ейнштейна (1932) Фрейд писав: «Це здається цілком природним; безсумнівно, це має біологічну основу і, насправді, навряд чи можна уникнути».
Попри те, що ці теорії можуть пояснити існування воєн, вони не розкривають їхніх причин; крім того, вони не враховують існування деяких культур, які не знають війни. Якби внутрішня психологія людського розуму була незмінною, такі культури не могли б існувати. Деякі мілітаристи, такі як Франц Олександр, стверджують, що стан миру — це ілюзія. Періоди, які називають «мирними», насправді є лише підготовкою до майбутньої війни або періодами, коли войовничі інстинкти придушуються сильнішою державою, наприклад — Pax Britannica.
Ці теорії, як правило, ґрунтуються на уявленні про волю переважної більшості населення. Однак вони не враховують, що лише небагато воєн в історії було дійсно наслідком волевиявлення народу. Частіше народ насильно (обманом, пропагандою) втягується у війну своїми правителями. Одну з теорій, яка ставить на перший план політичних і військових лідерів, розробив Моріс Волш. Він стверджував, що населення зазвичай байдуже до війни, а війни починаються тоді, коли до влади приходять лідери з психологічно ненормальним ставленням до людського життя. Війни ініціюються правителями, які навмисно прагнуть воювати, наприклад, такими як Наполеон, Гітлер і Александр Македонський. Подібні лідери з'являються в часи кризи, коли населення шукає сильного ватажка, який, на їхню думку, здатен вирішити їхні проблеми.

### Еволюційна психологія
Прихильники еволюційної психології схильні стверджувати, що людські війни — це подоба поведінки тварин, які борються за територію чи конкурують за їжу або партнера. Тварини агресивні за своєю природою, а в людському середовищі подібна агресивність виливається у війни. Однак із розвитком технологій людська войовничість досягла такої межі, що почала загрожувати виживанню всього виду. Одним з перших прихильників цієї теорії був Конрад Лоренц.
Подібні теорії були розкритиковані вченими, як-от Джон Р. Кеннеді, які вважали, що організовані, тривалі війни людей істотно відрізняються від бійок за територію у тварин і не тільки завдяки технологіям. Ешлі Монтеґ'ю вказує, що соціальні чинники та виховання є важливими причинами, які визначають природу і перебіг людських воєн. Війна є людським винаходом, що має свої історичні та соціальні корені.

### Соціологічні теорії
Соціологи довгий час вивчали причини виникнення воєн. Існує безліч теорій, багато з яких суперечать одна одній. Послідовники пріоритету внутрішньої політики (нім. Primat der Innenpolitik) беруть за основу роботи Еккарта Кера (нім. Eckart Kehr) і Ханса-Ульріха Велері (нім. Hans-Ulrich Wehler), які вважали, що війна є результатом місцевих умов, і тільки напрямок агресії визначається зовнішніми чинниками. Наприклад, Перша світова війна була результатом не міжнародних конфліктів, таємних змов або порушення балансу сил, а наслідком економічного, соціального та політичного становища в кожній країні, залученій до конфлікту.
Ця теорія відрізняється від узвичаєного підходу пріоритету зовнішньої політики (нім. Primat der Außenpolitik) Карла фон Клаузевіца і Леопольда фон Ранке, які стверджували, що війна і мир є наслідком рішень державних діячів і геополітичного становища.

### Демографічні теорії
Демографічні теорії можна поділити на два класи: мальтузіанські теорії та теорії переважання молоді.

#### Мальтузіанська теорія
За мальтузіанською теорією причини війн полягають у зростанні населення і нестачі ресурсів.
Папа Римський Урбан II 1095, напередодні Першого хрестового походу, писав: «Земля, яку ви успадкували, з усіх боків оточена морем і горами, і вона дуже мала для вас, вона ледь дає їжу людям. Ось чому ви вбиваєте і мучите один одного, ведете війни, ось чому так багато з вас гинуть у цивільних розбратах. Вгамуйте свою ненависть, нехай ворожнеча скінчиться. Приєднуйтеся на дорогу до Гробу Господнього, відвоюйте цю землю у нечестивої раси і заберіть її собі».
Це один з перших описів того, що згодом було названо «мальтузіанською теорією війни». Томас Мальтус (1766—1834) писав, що населення завжди збільшується допоки його зростання не обмежується війною, смертю (людськими втратами), хворобою або голодом.
Прихильники мальтузіанської теорії вважають, що відносне зменшення кількості військових конфліктів за останні 50 років, особливо в країнах, що розвиваються, є наслідком того, що нові технології в сільському господарстві здатні прогодувати набагато більшу кількість народу; водночас доступність контрацептивних засобів призвела до істотного зниження народжуваності.

#### Теорія переважання молоді

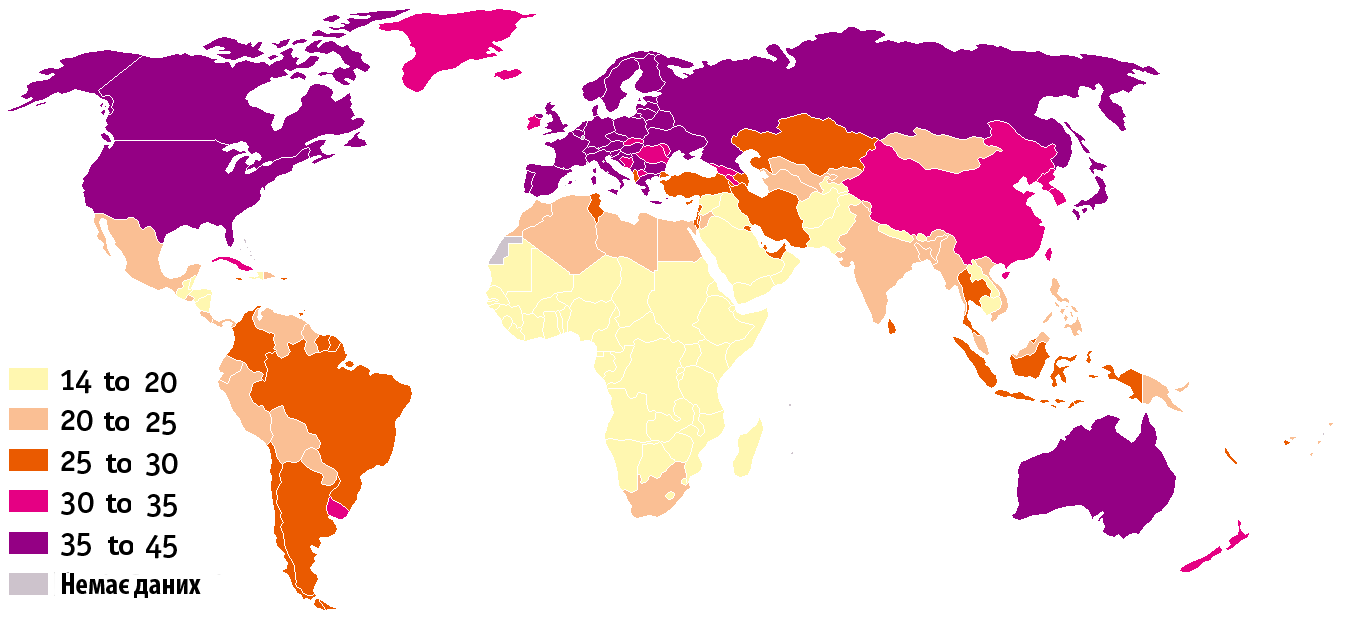
Середній вік за країнами станом на 2001 рік.

Теорія переважання молоді суттєво відрізняється від мальтузіанської теорії. Її прихильники вважають, що поєднання великої кількості молодих чоловіків з браком постійної мирної роботи веде до більшого ризику війни.
Мальтузіанська теорія покладається на суперечність між зростанням населення і наявними природними ресурсами, теорія переважання молоді зосереджена на невідповідності між кількістю бідних, без майна, молодих чоловіків і доступних робочих позицій в наявній соціальній системі поділу праці.
Значний внесок у розвиток теорії зробили французький соціолог Гастон Буту (фр. Gaston Bouthoul), американський соціолог Джек A. Ґолдстоун, американський політолог Гері Фуллер і німецький соціолог Ґуннар Гайнсон (нім. Gunnar Heinsohn). Семюель Гантінгтон (англ. Samuel Huntington) розробив власну теорію зіткнення цивілізацій з використанням теорії переважання молоді:
|  | «Я не думаю, що іслам є більш войовничою релігією, ніж будь-які інші, але я підозрюю, що за всю історію від рук християн загинуло більше людей, ніж від рук мусульман. Ключовим чинником тут є демографія. Великою мірою, люди, які йдуть вбивати інших людей, — це чоловіки віком від 16 до 30 років. Протягом 1960-х, 1970-х і 1980-х років у мусульманському світі була висока народжуваність, і це призвело до величезного перекосу на бік молоді. Але він неминуче зникне. Народжуваність в ісламських країнах падає, а в деяких країнах — стрімко. Спочатку іслам поширювався вогнем і мечем, але я не думаю, що в мусульманській теології закладена успадкована войовничість.» Оригінальний текст (англ.) «I do not believe that Islam is a more warlike religion than any others, but I suspect that more people have been killed by Christians throughout history than by Muslims. The key factor here is demographics. To a large extent, the people who go out to kill others are men between the ages of 16 and 30. During the 1960s, 1970s, and 1980s, there was high fertility in the Muslim world, and this led to a huge skew towards youth. But that will inevitably change. Fertility in Islamic countries is falling, and in some countries, it is falling rapidly. Islam initially spread by fire and sword, but I do not think that there is an inherited warlike nature in Muslim theology.» |

Теорія переважання молоді була створена недавно, але має значний вплив на зовнішню політику і військову стратегію США. І Ґолдстоун, і Фуллер консультували американський уряд. Інспектор ЦРУ генерал Джон Л. Гелгерсон посилався на теорію у своєму звіті за 2002 рік, «The National Security Implications of Global Demographic Change».
За Гайнсоном, який першим запропонував теорію переважання молоді у її найзагальнішій формі, перекіс трапляється, коли від 30 до 40 відсотків чоловічого населення країни належить до «вибухонебезпечної» вікової групи — від 15 до 29 років. Зазвичай цьому явищу передує вибух народжуваності, коли на одну жінку припадає по 4–8 дітей. Коли на одну жінку припадає 2,1 дитини, син посідає місце батька, а дочка — матері. Загальний сумарний коефіцієнт народжуваності 2,1 призводить до заміщення попереднього покоління, тоді як нижчий коефіцієнт веде до вимирання населення.
У разі, коли в сім'ї народжується 4–8 дітей, батько повинен забезпечити своїм синам не одну, а дві-чотири соціальні позиції (роботи), щоб вони мали хоч якісь перспективи в житті. Враховуючи, що кількість шанованих посад у суспільстві не може збільшуватися з тією ж швидкістю, як кількість їжі, підручників і вакцин, безліч «розлючених молодих чоловіків» опиняються в становищі, коли їхній юнацький гнів виливається в насильство.
Стресові фактори за Гайнсоном:
- велика кількість молодих чоловіків;
- вони не мають роботи або застрягли на нешанованій, низькооплачуваній посаді;
- зазвичай не мають можливості вести сексуальне життя до моменту, коли їхні заробітки дозволять завести сім'ю.

За Гайнсоном, поєднання цих стресових чинників, зазвичай приводить до одного з наступних підсумків:
- насильницький злочин
- еміграція («ненасильницька колонізація»)
- бунт
- громадянська війна та (або) революція
- геноцид (щоб зайняти місця вбитих)
- завоювання (насильницька колонізація, часто супроводжувана геноцидом за межами рідної країни).

### Релігія й ідеологія
Релігія й ідеологія є вторинними факторами, і використовуються лише для надання насильству подоби законності, але самі собою не можуть бути джерелом насильства, якщо в суспільстві не існує переважання молоді. Відповідно, прихильники цієї теорії розглядають і «християнський» європейський колоніалізм й імперіалізм, а також «ісламську агресію» і тероризм як наслідок демографічного перекосу. Сектор Газа є типовою ілюстрацією цього явища: підвищена агресивність населення, викликана надлишком молодих невлаштованих чоловіків. А для контрасту ситуацію можна порівнювати з сусіднім, відносно мирним, Ліваном.
Як інший історичний приклад, коли молодь мала велике значення у повстаннях і революціях, можна навести Французьку революцію 1789. У зародженні націонал-соціалізму важливу роль грала економічна депресія в Німеччині. Геноцид в Руанді 1994 також міг бути наслідком серйозного переважання у суспільстві молоді.
Попри те, що співвідношення зростання населення та політичної стабільності було відомо ще з часу оприлюднення Меморандуму 200 з національної безпеки (National Security Study Memorandum 200) 1974, ні уряди, ні Всесвітня організація охорони здоров'я не вжили заходів щодо контролю за народжуваністю для запобігання терористичної загрози. Видатний демограф Стівен Д. Мамфорд (Stephen D. Mumford) приписує це впливу Католицької церкви.
Теорія переважання молоді стала предметом статистичного аналізу Світового банку, Population Action International і Берлінського інституту демографії та розвитку (нім. Berlin-Institut für Bevölkerung und Entwicklung). Докладні демографічні дані щодо більшості країн, доступні в міжнародній базі даних Бюро перепису населення США.
Теорія переважання молоді критикується за висловлювання, що ведуть до расової, статевої та вікової «дискримінації».

### Раціоналістичні теорії
Раціоналістичні теорії припускають, що обидві сторони в конфлікті, діють розумно і виходять з бажання отримати найбільшу вигоду за найменших втрат зі свого боку. Виходячи з цього, якби обидві сторони знали заздалегідь, чим скінчиться війна, то було б найкраще для них прийняти результати війни без боїв і без марних жертв. Раціоналістична теорія висуває три причини, чому деякі країни не в змозі домовитися між собою і замість цього починають воювати: проблема неподільності, асиметричність інформації з навмисним введенням в оману і неможливість покладатися на обіцянки противника.
Проблема неподільності виникає, коли дві сторони не можуть прийти до взаємної угоди за допомогою переговорів, бо предмет, яким вони прагнуть володіти, неподільний і може належати тільки одній з них. Як приклад можна навести війни за Храмову гору в Єрусалимі.
Питання асиметричності інформації виникає, коли дві держави не можуть заздалегідь прорахувати імовірність перемоги і досягти полюбовної угоди оскільки кожна з них має військові секрети. Вони не можуть відкрити карти, бо не довіряють одна одній. Водночас, кожна сторона намагається перебільшити власну силу, щоб виторгувати додаткові переваги. Наприклад, Швеція намагалася ввести в оману нацистів щодо свого військового потенціалу, розігравши карту «арійської переваги» і показавши Герману Герінгу елітні війська, переодягнені у форму звичайних солдатів. Американці вирішили вступити в війну у В'єтнамі, чудово знаючи, що комуністи будуть чинити опір, але недооцінюючи здатність партизанів протистояти регулярній армії США.
Переговори про запобігання війни можуть закінчиться провалом через нездатність держав дотримуватися правил чесної гри. Дві країни могли б уникнути війни, якби дотримувалися початкових домовленостей. Якщо за угодою одна сторона отримує такі привілеї, що стає дужчою, то вона починає вимагати все більше і більше; зрештою, слабшій стороні залишається тільки захищатися.
Раціоналістичний підхід можна критикувати за багатьма позиціями. Припущення про взаємні розрахунки прибутків і витрат виглядає сумнівно — наприклад, у випадках геноциду під час Другої світової війни, коли слабкій стороні не залишали жодної альтернативи. Раціоналісти вважають, що держава діє як щось ціле, об'єднане єдиною волею, а лідери держави розумні і в змозі об'єктивно оцінити ймовірність успіху чи поразки, з чим ніяк не можуть погодитися прихильники поведінкових теорій, згаданих вище.
Раціоналістичні теорії, зазвичай, добре застосовні в теорії ігор, а не в моделюванні рішень, які лежать в основі будь-якої війни.

### Економічні теорії
Багато хто дотримується теорії, за якою війну можна розглядати як зростання економічної змагальності між країнами. Війни починаються як спроба опанувати ринками і природними ресурсами і, як наслідок, — багатством.
Уже Перша світова війна показала: величезні сучасні війни виграє не той, хто воює розумніше і хоробріший. Виграє той, у кого більше економічних і природних ресурсів. Уже на цьому зламалося старе європейське уявлення про війну як — змагання розуму і мужності. Перша світова вдарила по мізках, по нервах, по психіці її учасників, нещадно руйнуючи їх уявлення про самих себе.
Німеччина програла Першу світову війну через те, що її вороги могли спиратися на ресурси своїх колоній , тобто — майже всього світу. А у Німеччині таких колоній не було. Брестський мир затягнув війну на рік, оскільки сепаратний мир зі шматками розваленої Царської Росії, Радянською Росією і Україною, дав їй необхідні ресурси, сировину і продовольство.
Другу світову війну Німеччина почала вигравати, маючи за спиною величезні ресурси вірного союзника — СРСР. Як тільки союзник став ворогом, з ресурсами стало зовсім туго, тоді як СРСР мав необмежені ресурси Уралу, Сибіру і Далекого Сходу, Казахстану.
Представники ультраправих політичних кіл, наприклад, стверджують, що у сильного є природне право на все те, що слабкий не в змозі утримати. Деякі політики-центристи також дотримуються економічної теорії в поясненні воєн.

### Теорія виникнення воєн в політології
Статистичне дослідження війни вперше зробив дослідник Першої світової війни Льюїс Фрай Річардсон (англ. Lewis Fry Richardson).
Існує кілька різних шкіл міжнародних відносин. Прихильники реалізму в міжнародних взаєминах стверджують, що основне прагнення держав до війни — це власна безпека.
Інша теорія розглядає питання влади в міжнародних відносинах і Теорію переходу влади, яка вибудовує світ у певну ієрархію і пояснює найбільші війни викликом, чинному гегемону з боку Великої держави, яка не підкоряється його контролю.

### Позиція об'єктивізму
Айн Ренд, авторка об'єктивізму, доводила, ніби якщо людина хоче протистояти війні, то вона має найперше протистояти економіці, контрольованій державою. Вона вважала, що миру на Землі не буде, допоки люди будуть дотримуватися стадних інстинктів і жертвувати індивідуумами заради колективу і його міфічного «блага».
Позиція соціального натуралізму
Український вчений О.М.Костенко трактує війну у світлі соціального натуралізму. Причиною воєн, зокрема і громадянских, він вважає соціопатію людей, тобто неузгодженість їх волі і свідомості з законами соціальної природи, що вводить волю у стан сваволі, а свідомість - у стан ілюзій. Соціопатія породжує в людей "усвідомлену волю до агресії", яка започатковує війни. Усі інші фактори можуть бути лише умовами, що сприяють прояву соціопатії у формі воєнної агресії. О.М. Костенко сформулював тезу "Війні краще запобігти, ніж потім воювати". Виходячи з цього, він запропонував концепцію запобігання війнам - концепцію "антивоєнних лещат", що полягає в поєднанні: 1) культивування соціальної культури людей, яка запобігає виникненню в них соціопатії, що породжує "волю до війни" - воєнну агресію; 2) усунення умов, що сприяють прояву соціопатії в формі воєнної агресії.

## Цілі сторін у війні
Пряма мета війни полягає у нав'язуванні противнику своєї волі. Водночас, часто ініціатори війни переслідують і непрямі цілі, як то: зміцнення своїх внутрішньополітичних позицій («маленька переможна війна»), дестабілізація регіону в цілому, відволікання і зв'язування сил противника. У новий час для сторони, що безпосередньо почала війну, метою є світ кращий, ніж довоєнний (Ліддел Гарт, «Стратегія непрямих дій»).
Для сторони, що зазнала військового нападу, метою війни одразу стає:
- забезпечення власного виживання;
- протистояння противнику, що бажає нав'язати свою волю;
- запобігання повторень агресії.

У дійсності часто немає чіткої межі між стороною-нападником і стороною, котра обороняється, — бо обидві сторони перебувають на межі відкритого прояву агресії, і яка з них почне бойові дії першою — справа випадку і розробленої тактики. У таких випадках цілі війни обох сторін однакові — нав'язування своєї волі супротивникові для поліпшення свого довоєнного становища.
Виходячи з вищесказаного, можна зробити висновок, що війна може бути:
1. Повністю виграна однією з протиборчих сторін — або воля агресора виконана, або, для сторони, що обороняється, нападки агресора успішно припинено та його активність пригнічена.
2. Цілі жодної сторони не досягнуті до кінця — воля агресора (-ів) виконана, але не повністю.

### Військова здобич

#### Викуп Атауальпа

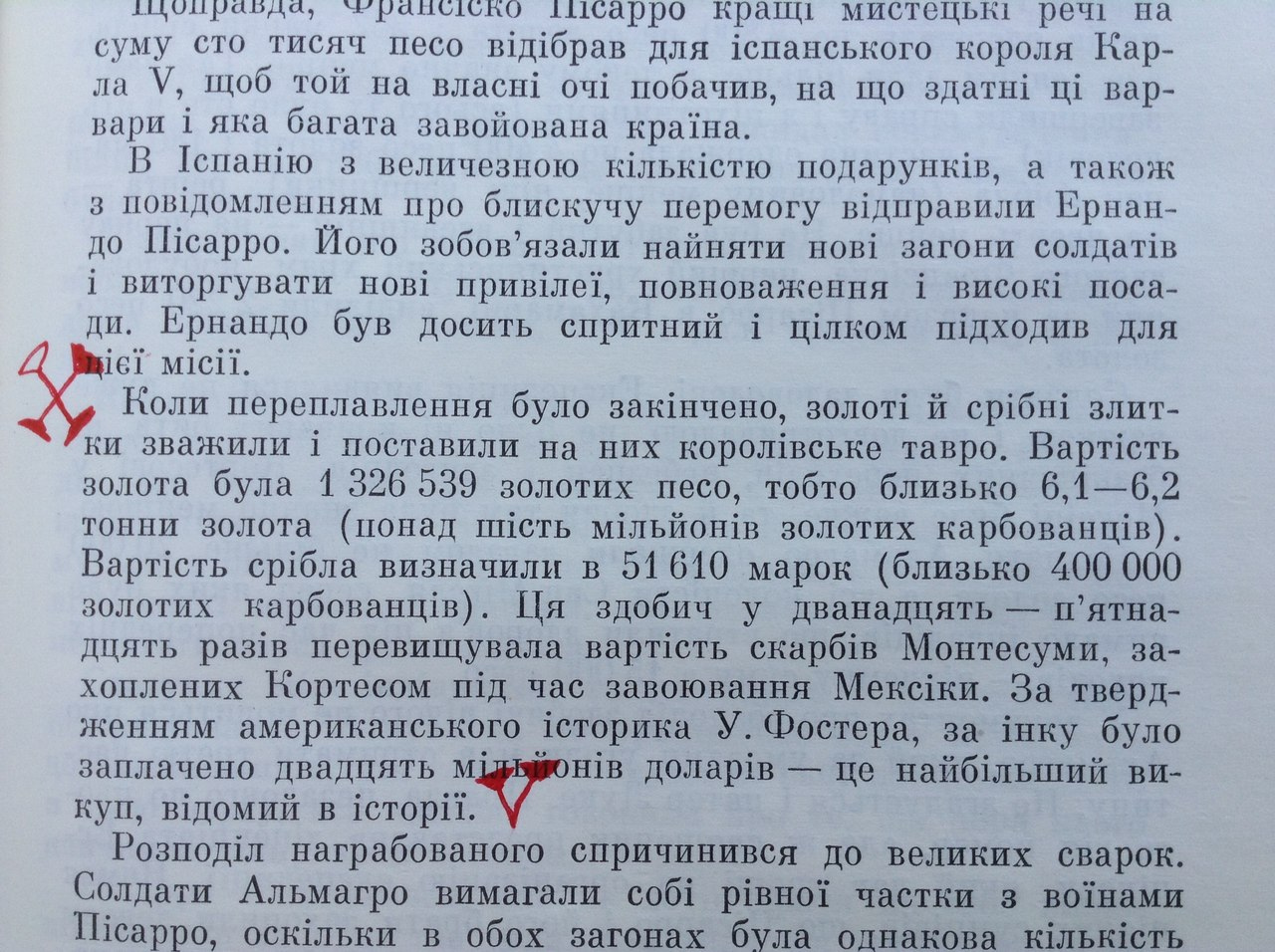

Викуп Атауальпа, правителя Інків (18 червня 1533), вважається найбільшою військовою здобиччю у світовій історії.

## Стан війни
Відповідно до Женевської конвенції 1949 року, положення останньої, повинні дотримуватися сторонами збройного конфлікту, незалежно від формального оголошення війни будь-якою зі сторін або обома сторонами: 
Крім ухвал, які мають набути чинності ще у мирний час, ця Конвенція буде застосовуватись у разі оголошеної війни або будь-якого іншого збройного конфлікту, що виникає між двома або декількома Високими Договірними Сторонами, навіть у тому разі, якщо одна з них не визнає стану війни. — Женевська конвенція від 12 серпня 1949 року про захист цивільного населення під час війни. Розділ I. Загальні засади. Стаття 2
Стан війни, здебільшого, тягне за собою такі правові наслідки: припинення дипломатичних та інших взаємин між супротивними державами, припинення міжнародних договорів тощо.
Війна може завершуватися беззастережною капітуляцією одного з супротивників, мирним договором, що почасти задовільняє сторони, котрі беруть участь у війні або повною окупацією території країни, щодо якої здійснено агресію. Після припинення війни на своїй території сторона захисту може вдатися до інтервенції на територію країни-агресора з усіма наслідками (аж до окупації країни-агресора), при цьому інтервент агресором не вважається.
У будь-якому разі війна закінчується миром, який зазвичай визначається як відсутність війни або стан знятих суперечностей.
Див. також розділ «Правові наслідки» в статті «Оголошення війни», та статтю «Воєнний час».

### В Україні
В Україні стан війни оголошується парламентом за поданням президента:

Президент України: вносить до Верховної Ради України подання про оголошення стану війни та у разі збройної агресії проти України приймає рішення про використання Збройних Сил України та інших утворених відповідно до законів України військових формувань.
— Стаття 106 Конституції України

До повноважень Верховної Ради України належить: оголошення за поданням Президента України стану війни і укладення миру, схвалення рішення Президента України про використання Збройних Сил України та інших військових формувань у разі збройної агресії проти України.
— Стаття 85 Конституції України

## Війни в історії
До XIX століття війни мали порівняно вузьку економічну базу і велися, зазвичай, нечисленними професійними арміями. З другої половини XIX століття і особливо у XX столітті, війни вже вимагали величезного напруження економіки воюючих сторін і втягування в тривалу боротьбу багатомільйонних мас народу. У військовому конфлікті брали участь багато країн (союзні блоки), тим самим перетворюючи війну на світову війну. У Першій світовій війні брало участь понад 70 млн осіб, у Другій світовій війні — 110 млн.
Роль війни в людському суспільстві оцінюється неоднозначно.
- До негативних наслідків воєн, крім загибелі людей, можна зарахувати комплекс, що позначається як «гуманітарна катастрофа»: голод, епідемії. Сучасні глобальні війни пов'язані з величезними людськими і матеріальними втратами, з небувалими перш руйнуваннями і лихами. Наприклад, втрати у війнах європейських країн (убиті і померлі від ран і хвороб) склали: у XVII столітті — 3,3 млн осіб, у XVIII столітті — 5,4 млн, в XIX і на початку XX століття (до Першої світової війни) — 5,7 млн, у Першій світовій війні — понад 9 млн, у Другій світовій війні (зокрема загиблі в нацистських концтаборах) — понад 50 млн осіб.
- До позитивних наслідків воєн зараховують обмін інформацією (завдяки Талаській битві араби дізналися у китайців секрет виготовлення паперу), а також зняття суперечностей (війна як діалектичний момент заперечення у Гегеля).

Деякі дослідники зараховують до позитивних для людського суспільства загалом (не для людини) такі фактори:
- Війна повертає в людський соціум біологічний відбір, коли потомство залишає найбільш пристосованих до виживання, оскільки у звичайних умовах людського товариства дія законів біології при виборі партнера сильно послаблюється
- На час військових дій знімаються всі заборони, які накладаються на людину в суспільстві в звичайний час. Як наслідок, війну можна розглядати як спосіб і метод зняття психологічної напруги в межах усього соціуму.
- Острах нав'язування чужої волі, острах небезпеки є винятковим стимулом до технічного прогресу. Багато новинок винаходяться і з'являються спочатку для військових потреб і лише потім використовуються у мирному житті.
- Оздоровлення міжнародних взаємин на вищому рівні і звернення світової спільноти до таких цінностей як людське життя, мир тощо в післявоєнний період.